# Österreichisches Herren Flag-Football-Nationalteam
Das österreichische Flag-Football-Nationalteam der Herren ist die österreichische Herren-Nationalmannschaft für Flag Football. Es wird vom American Football Bund Österreich (AFBÖ) organisiert und nimmt seit 2002 regelmäßig an Großereignissen teil. Das Nationalteam gehört mit jeweils drei Weltmeister- sowie drei Europameistertiteln zu den erfolgreichsten der Welt und belegt derzeit den 4. Rang der Weltrangliste. Seit 2020 wird das Team von Michael Salamon betreut.

## Geschichte
Die erste offizielle Weltmeisterschaft wurde im Jahr 2002 im Modus 7 gegen 7 ausgetragen und konnte von Österreich gewonnen werden. Der Kader bestand damals aus 30 Spielern, die aus den fünf bestehenden österreichischen Flag-Football-Vereinen sowie aus Tackle-Teams rekrutiert wurden. Bei der Heim-Weltmeisterschaft konnte sich die österreichische Auswahl im Finale gegen Deutschland 6:0 durchsetzen.
Im folgenden Jahr fanden erstmals offizielle Europameisterschaften statt, bei denen sich Österreich im 7 gegen 7 Modus gegen Deutschland mit 32:6 deutlich die Goldmedaille sicherte.
Bei der Weltmeisterschaft 2004 in Thonon-les-Bains erreichte die österreichische Mannschaft Gold im 5 gegen 5. Abermals gingen die Österreicher im Duell gegen Deutschland als Sieger vom Platz. Zudem konnte man bei der bis heute letzten Austragung eines Großereignisses im 7 gegen 7 Modus Silber gewinnen.
Bei der Flag-Football Europameisterschaft 2005 in Helsinki unterlag das österreichische Nationalteam im Halbfinale dem späteren Vizeeuropameister Italien in einem durch Fehlentscheidungen geprägten Spiel mit 25:27 und verlor auch das Spiel um den 3. Platz gegen Großbritannien, wodurch man erstmals keine Medaille bei einer Großveranstaltung erringen konnte.
Im Jahr 2006 musste man sich bei der Weltmeisterschaft in Korea ebenso wie im Jahr zuvor mit dem 4. Platz zufriedengeben, nachdem man im Spiel um Platz 3 gegen Thailand 33:56 den Kürzeren zog.
Auch 2007 reichte es bei der Europameisterschaft in Sestola nach einer 6:21-Niederlage gegen Dänemark nur für den 4. Platz. Im Jahr 2008 folgte mit Platz 10 von 12 eine weitere Enttäuschung für den zweifachen Weltmeister bei den Weltmeisterschaften in Kanada.
Bei der Europameisterschaft 2009 im nordirischen Belfast konnte die Auswahl mit der Bronze-Medaille erstmals sei 2004 wieder Edelmetall nach Österreich holen. Die Österreicher gewannen das Spiel um den 3. Platz gegen Deutschland 34:19.
In Ottawa konnte die Herren-Auswahl 2010 den 6. Platz erreichen, nachdem sie sich im Viertelfinale gegen den amtierenden Europameister Dänemark 14:33 geschlagen geben mussten.
Bei der Flag-Football-Europameisterschaft 2011 verlor Österreich nach einem 40:31 Halbfinal-Sieg gegen Deutschland nur das Finale gegen Titelverteidiger Dänemark mit 21:60 und konnte somit Silber gewinnen.
Im Jahr 2012 konnte man die Erfolge der Jahre 2002 und 2004 wiederholen und sich in Göteborg zum Weltmeister krönen. Die österreichische Auswahl beendete den Grunddurchgang mit nur einer Niederlage und setzte sich auch im Semifinale mit 54:37 gegen Mexiko durch. Im Finale gegen die USA lagen die Österreicher bereits 7:19 zurück, konnten nach der Halbzeitpause aber mit 26:19 in Führung gehen. 21 Sekunden vor Schluss erzielte Michael Terzer mit seinem bereits fünften Touchdown des Spiels den entscheidende Score zum 47:40. Der österreichische Wide Receiver wurde einerseits zum wertvollsten Spieler des Turnieres ernannt, andererseits neben Phillip Pölzl und Benjamin Lang in das All-Tournament-Team gewählt.
Bei der Europameisterschaft 2013 in Pesaro unterlag man im Halbfinale dem späteren Europameister Dänemark, die Österreicher konnten sich aber gegen Israel mit einem 34:18-Sieg den 3. Platz sichern.
Bei der darauffolgenden Weltmeisterschaft konnte der Titelverteidiger Österreich nicht an den Erfolg von vor zwei Jahren anschließen und belegte in Grosseto nur den 7. Platz. Im Jahr darauf verloren die Österreicher das Finalspiel gegen Dänemark 7:52 und gewannen mit Silber ihre vierte EM-Medaille in Folge. Bei der Weltmeisterschaft 2016 in Miami musste man sich nach einer 26:39-Niederlage gegen Mexiko mit dem 4. Platz zufriedengeben.
Im Jahr 2017 konnte die österreichische Auswahl erstmals seit 2003 Europameister werden. Die Mannschaft von Weltmeister-Coach Dietmar Furthmayr besiegte im Finale Italien mit 20:18 und krönte sich zum dritten Mal in der Geschichte zum Europameister.
Im folgenden Jahr erreichte man nach drei Siegen im Grunddurchgang, einem 31:26 Viertelfinal-Sieg gegen Kanada sowie einem 40:20 Semifinal-Erfolg gegen Mexiko abermals das Finale einer Weltmeisterschaft. Im Endspiel unterlag man dem ungeschlagenen US-Team 13:19. Florian Turetschek wurde in das All-Star-Team des Turnieres gewählt.
Bei der Europameisterschaft 2019 und der Weltmeisterschaft 2021 in Jerusalem verlor die Herren-Auswahl beide Male im Viertelfinale und erreichte nur den 5. bzw. 6. Platz.
Nachdem die National Football League sich das Ziel gesetzt hatte, dass Flag Football 2028 erstmals eine olympische Disziplin werden sollte, gab es 2022 erstmals die Premiere bei den World Games. Österreich konnte die Qualifikationsgruppe hinter Italien als Zweiter beenden und im Grunddurchgang sogar Mexiko schlagen. Im Viertelfinale bezwang die österreichische Auswahl Panama 18:7, verlor dann aber im Halbfinale gegen den späteren Sieger, die USA, 19:54. Im Spiel um Platz 3 musste man sich dem amtierenden Vize-Weltmeister Mexiko 35:39 geschlagen geben.
Im Jahr 2023 konnte das österreichische Herren-Nationalteam bei den Europameisterschaften nach einem hart umkämpften Finalspiel gegen Deutschland, welches 28:36 endete, zum dritten Mal in der Geschichte Silber gewinnen. 2024 gelang bei den Weltmeisterschaften gegen die Serien-Sieger aus den USA erneut ein zweiter Platz (53:21).

## Platzierungen bei internationalen Turnieren
(Quelle: )

### Weltmeisterschaften
| Jahr | Bewerb   | Ort              | Platz     |
| ---- | -------- | ---------------- | --------- |
| 2002 | WM (5-5) | Wien             | Silber    |
| 2002 | WM (7-7) | Wien             | Gold      |
| 2004 | WM (5-5) | Thonon-les-Bains | Gold      |
| 2004 | WM (7-7) | Thonon-les-Bains | Silber    |
| 2006 | WM       | Daegu            | 4. Platz  |
| 2008 | WM       | Montreal         | 10. Platz |
| 2010 | WM       | Ottawa           | 6. Platz  |
| 2012 | WM       | Göteborg         | Gold      |
| 2014 | WM       | Grosseto         | 7. Platz  |
| 2016 | WM       | Miami            | 4. Platz  |
| 2018 | WM       | Panama-Stadt     | Silber    |
| 2021 | WM       | Jerusalem        | 6. Platz  |
| 2024 | WM       | Lahti            | Silber    |

### Europameisterschaften
| Jahr | Bewerb   | Ort              | Platz    |
| ---- | -------- | ---------------- | -------- |
| 2003 | EM (5-5) | Wien             | Gold     |
| 2003 | EM (7-7) | Wien             | Gold     |
| 2005 | EM       | Helsinki         | 4. Platz |
| 2007 | EM       | Sestola          | 4. Platz |
| 2009 | EM       | Belfast          | Bronze   |
| 2011 | EM       | Thonon-les-Bains | Silber   |
| 2013 | EM       | Pesaro           | Bronze   |
| 2015 | EM       | Pinto            | Silber   |
| 2017 | EM       | Madrid           | Gold     |
| 2019 | EM       | Jerusalem        | 5. Platz |
| 2023 | EM       | Limerick         | Silber   |

### World Games
| Jahr | Bewerb      | Ort        | Platz    |
| ---- | ----------- | ---------- | -------- |
| 2022 | World Games | Birmingham | 4. Platz |

### Medaillenübersicht
| Bewerb | Gold | Silber | Bronze | Gesamt |
| ------ | ---- | ------ | ------ | ------ |
| WM     | 3    | 3      | 0      | 6      |
| EM     | 3    | 3      | 2      | 8      |
| Gesamt | 6    | 6      | 2      | 14     |

## Kader
| Name            | Name        | Nummer | Verein                 |
| --------------- | ----------- | ------ | ---------------------- |
| Quarterback     |             |        |                        |
| Felix           | Wasshuber   | 9      | Vienna Vipers          |
| Center          |             |        |                        |
| Martin          | Stur        | 13     | Vienna Vipers          |
| Wide Receiver   |             |        |                        |
| Gregor          | Bräuer      | 20     | St. Valentin Veterans  |
| Daniel          | Hochleitner | 11     | Vienna Vipers          |
| Sebastian       | Marolt      | 10     | Vienna Vipers          |
| Paul            | Steidl      | 5      | St. Pölten Invaders    |
| Defensive Backs |             |        |                        |
| Daniel          | Gaiger      | 1      | Vienna Vikings         |
| Max             | Hillebrand  | 7      | Vienna Vipers          |
| Michael         | Karl        | 4      | Vienna Constables      |
| Daniel          | Kindl       | 2      | Klosterneuburg Indians |
| Benedikt        | Wolf        | 3      | Vienna Vipers          |
| Sebastian       | Wolf        | 8      | Vienna Vipers          |

| Name            | Name        | Nummer | Verein                |
| --------------- | ----------- | ------ | --------------------- |
| Quarterback     |             |        |                       |
| Felix           | Wasshuber   | 9      | Vienna Vipers         |
| Center          |             |        |                       |
| Martin          | Stur        | 13     | Vienna Vipers         |
| Wide Receiver   |             |        |                       |
| Gregor          | Bräuer      | 20     | St. Valentin Veterans |
| Daniel          | Hochleitner | 11     | Vienna Vipers         |
| Paul            | Steidl      | 5      | Salzburg Ducks        |
| David           | Tescher     | 6      | -                     |
| Defensive Backs |             |        |                       |
| Michael         | Bräuer      | 17     | St. Valentin Veterans |
| Alexander       | Hauch       | 4      | Salzburg Ducks        |
| Max             | Hillebrand  | 7      | Vienna Vipers         |
| Daniel          | Kindl       | 2      | Vienna Constables     |
| Benedikt        | Wolf        | 3      | Vienna Vipers         |
| Sebastian       | Wolf        | 8      | Vienna Vipers         |